# Понтал-ду-Арагуая
Понтал-ду-Арагуая (порт. Pontal do Araguaia) — муниципалитет в Бразилии, входит в штат Мату-Гросу. Составная часть мезорегиона Юго-восток штата Мату-Гроссу. Входит в экономико-статистический микрорегион Тезору. Население составляет 4537 человек на 2006 год. Занимает площадь 2 755,095 км². Плотность населения — 1,6 чел./км².

## Статистика
- Валовой внутренний продукт на 2003 составляет 19.820.916,00 реалов (данные: Бразильский институт географии и статистики).
- Валовой внутренний продукт на душу населения на 2003 составляет 4.753,22 реалов (данные: Бразильский институт географии и статистики).
- Индекс развития человеческого потенциала на 2000 составляет 0,789 (данные: Программа развития ООН).